# 코발트
코발트(←영어: Cobalt 코볼트[*], 독일어: Kobalt 코발트[*])는 화학 원소로 기호는 Co(←라틴어: Cobaltum 코발툼[*])이고 원자 번호는 27이다. 단단하고 강자성을 띤 은백색 금속 원소이다. 자석이나 강도 높은 합금 제조에 사용된다. 화합물은 진한 파란색을 가지고 있어 잉크, 페인트, 니스에 첨가하는 안료와 파란색 유리를 만들 때 쓰이는 첨가물로 사용된다. 방사성 동위 원소인 코발트-60은 동위 원소 추적자(radioactive tracer)로 사용된다. 지각에서는 화합물의 형태로만 발견되며 철질 운석에 합금 형태로 소량 포함되어 있다. 또, 비타민 B12의 주요 구성성분이기도 하다. 참고로, 코발트는 그리스어 kobalos에서 유래하였다.

## 특성
코발트는 비중이 8.9이다. 강자성을 띤 금속이나, 1115 °C 이상으로 가열하면 자성을 잃는다. 산화되면 금속 표면에 얇은 피막을 형성하여 그 이상의 부식을 방지한다. 코발트를 산소와 함께 가열하면 사산화 삼코발트가 생성되며, 이를 다시 900 °C 이상의 온도로 가열하면 산소를 잃고 산화 코발트(II)가 된다. 수소나 질소와는 가열해도 반응하지 않지만 붕소, 탄소, 인, 비소, 황 등과는 반응할 수 있다. 상온에서는 무기산이나 습기와 아주 느리게 반응한다.

## 동위 원소
코발트-59는 유일하게 안전한 코발트 동위 원소이다. 방사성 동위 원소는 22가지가 알려져 있는데, 그중 가장 안정한 것은 코발트-60으로 반감기가 5.2714년이다. 이 외에 코발트-56(반감기 77.27일), 코발트-57(반감기 271.8일), 코발트-58(반감기 70.86일) 등이 있다. 나머지는 모두 반감기가 18시간 미만이다.
코발트-60은 감마선을 만드는데 사용된다. 이는 방사성 요법, 음식물의 방사선 처리, 방사선 촬영, 밀도 측정 등에 사용된다. 그러나 방사선 요법의 경우, 반감기가 5.2714년이라서 감마선 생성 장치에 꾸준히 코발트-60을 공급해야 하는 불편함 때문에 그 사용이 줄어드는 추세다.
핵무기를 만들 때 의도적으로 코발트-59로 둘러싸는 경우가 있는데 핵폭발 시 극소량의 코발트-59가 코발트-60으로 바뀐다. 이때 생성된 코발트-60이 붕괴하면서 나오는 감마선을 이용한 핵폭탄을 코발트 폭탄이라고 부른다. 그러나, 효율이 떨어지고 비경제적이므로 만들지 않고 있다.
코발트-56은 니켈-56에서 붕괴한 생성물로 항성의 초신성 폭발 때 폭발 구름을 밝게 하는 역할을 하는데 반감기가 77일로 빠르게 붕괴하면서 열과 빛을 내기 때문이다. 초신성 폭발 시 밝은 구름의 빛은 코발트-56이 기여하는 범위는 상당하다.

## 역사
코발트 화합물은 아주 오래 전부터 유리, 유약, 도자기 등에 진한 파란색 안료로 사용되어 왔다. 코발트로 착색된 가장 오래된 유리는 이집트 제18왕조 때 만들어졌다.
코발트(영어: cobalt 코볼트[*], 독일어: Kobalt 코발트[*])라는 말은 광부들이 코발트를 함유한 광석을 지칭할 때 'kobold(도깨비)'라고 한 것에서 유래하였다. 코발트 광석은 은 광석과 비슷하며 대부분 비소를 포함하는데, 이를 은 광석으로 알고 제련하는 과정에서 유독한 비소 산화물이 생성되고 은 대신 산화 코발트 분말이 생성되기 때문에 그런 이름이 붙었다.
1735년경 스웨덴의 화학자 브란트(Georg Brandt)는 코발트가 다른 금속 원소와는 전혀 다른 새로운 원소임을 밝혀냈다.
제2차 세계대전 당시 독일은 무기 제조에 코발트 합금을 이용했다. 이 때문에 미국은 전후에 군용으로 사용할 수 있는 안정적인 코발트 공급원을 찾으려고 노력했다.
코발트-60은 1938년 글렌 시보그의 연구팀이 발견하였다. 

## 존재
지각 속에는 약 0.001%의 코발트가 존재한다. 그러나 대기 중의 산소와 해수 속의 염소로 인해 순수한 코발트의 형태로는 거의 존재하지 않는다. 예외적으로 아주 최근에 날아온 철질 운석의 경우, 니켈과의 합금 형태로 포함되어 있기도 하다.

## 응용 분야

### 합금
생산된 코발트의 대부분은 합금에 사용된다. 이들 합금은 높은 온도에서 잘 견디고 부식과 마모에 강하기 때문에 가스 터빈 날개, 제트기 엔진, 수술용 기구 등에 사용되며, 특히 의료 분야에서 그 쓰임새가 넓다. 특수한 코발트 합금은 관절 대체물로 이용되기도 하며, 니켈에 알레르기가 있는 사람을 위한 보철에도 들어간다. 이외에도 고속 드릴, 영구자석, 보석 등 다양한 용도로 사용된다.

### 안료
중세 시대부터 19세기 이전까지 코발트는 주로 염색, 특히 색깔 있는 유리를 제조하는 데 사용되었다. 1780년에는 코발트 그린이, 1802년에는 코발트 블루가 각각 개발되었다.

### 배터리
코발트는 휴대전화, 노트북, 태블릿, 전기차에 들어가는 리튬 이온 전지의 핵심 원재료다.

## 채굴 문제
채굴엔 산업 채굴과 장인 채굴이 있다. 산업 채굴은 대형 기계로 이뤄지지만, 장인 채굴은 사람이 직접 터널을 파고 들어가 가치 없는 흙과 돌은 남겨두고 손으로 광석만 추출한다.  장인 채굴은 산업 채굴보다 고등급 코발트를 t당 10~15배 더 많이 생산할 수 있다. 현재 콩고 코발트 채굴의 30%가량이 장인 채굴로 이뤄지고 있다. 절충안으로 기계로 파낸 돌무더기 속에서 아이들이 가치 있는 광석을 골라내게 하는 방법도 쓰인다.
코발트 세계 생산량의 75%가 콩고민주공화국에서 나온다. 채굴 과정에서 상시로 이루어지는 인권 침해와 아동 노동 문제가 심각하다. 2016년 국제앰네스티와 아프리카워치는 애플, 소니 등 대형 전자회사가 자사 제품에 들어가는 코발트가 아동 노동 착취의 산물은 아닌지 기본적인 점검조차 하지 않고 있다는 보고서를 발표했다. 이후, 그들은 개혁을 약속했으나, 달라진 것은 없었다.

## 같이 보기
- 코발트 블루
- 코발트-60